# Matthew Hassan Kukah
Matthew Hassan Kukah (ur. 31 sierpnia 1952 w Kulu) – nigeryjski duchowny rzymskokatolicki, od 2011 biskup Sokoto.

## Życiorys
Święcenia kapłańskie przyjął 19 grudnia 1976 i został inkardynowany do archidiecezji Kaduna. Był m.in. wykładowcą seminarium w Dżos, rektorem niższego seminarium w Zaria, podsekretarzem i sekretarzem generalnym nigeryjskiej Konferencji Episkopatu oraz wikariuszem generalnym archidiecezji.
10 czerwca 2011 otrzymał nominację na biskupa Sokoto. Sakry biskupiej udzielił mu 8 września 2011 kard. Anthony Okogie.